# Keep You Close
Keep You Close è il sesto album discografico in studio della band belga dEUS, pubblicato nel 2011.

## Il disco
Il disco è stato pubblicato il 17 settembre 2011 in Belgio, due giorni dopo in gran parte d'Europa e il 3 ottobre nel Regno Unito.
L'album è stato registrato in Belgio in due diversi studi: il Motor Music di Malines e il Reanimator/Vantage Point Studio di Anversa.
L'album è stato certificato disco di platino in Belgio (20 000 copie vendute) ed ha avuto successo anche in Francia (#32 in classifica), Svizzera (#38), Austria e Germania.

## Tracce
1. Keep You Close – 5:16
2. The Final Blast – 4:39
3. Dark Sets In – 4:54
4. Twice (We Survive) – 4:34
5. Ghost – 4:37
6. Constant Now – 3:48
7. The End of Romance – 4:39
8. Second Nature – 4:04
9. Easy – 6:40

## Formazione
dEUS
- Tom Barman - voce, chitarra, tastiere
- Klaas Janzoons - violino, tastiere, voce, percussioni, arrangiamenti archi
- Stéphane Misseghers - batteria, percussioni, voce, tastiere
- Muaro Pawlowski - chitarra, voce, tastiere, arrangiamenti
- Alan Gevaert - basso, voce, chitarra, mandolino

Altri musicisti
- Els Becu - marimba, vibrafono (1,3)
- Jon Birdsong - tromba, corno (6,9)
- Esmé Bos, Ross Janssens, Trijn Janssens, Charlotte Timmers, Sabine Kabongo - cori (1,3,5,6)
- Stefan Bracaval - fluato (9)
- Greg Dulli - voce (3,4)
- Anton Janssens - piano Rhodes (5,7)
- Mark Steylaerts Ensemble - archi (1,7,9)
- Piet Van Bockstal - oboe (1)
- Tim Vangamel - voce (5)